# Spartan Restaurant
 (mars 2019).

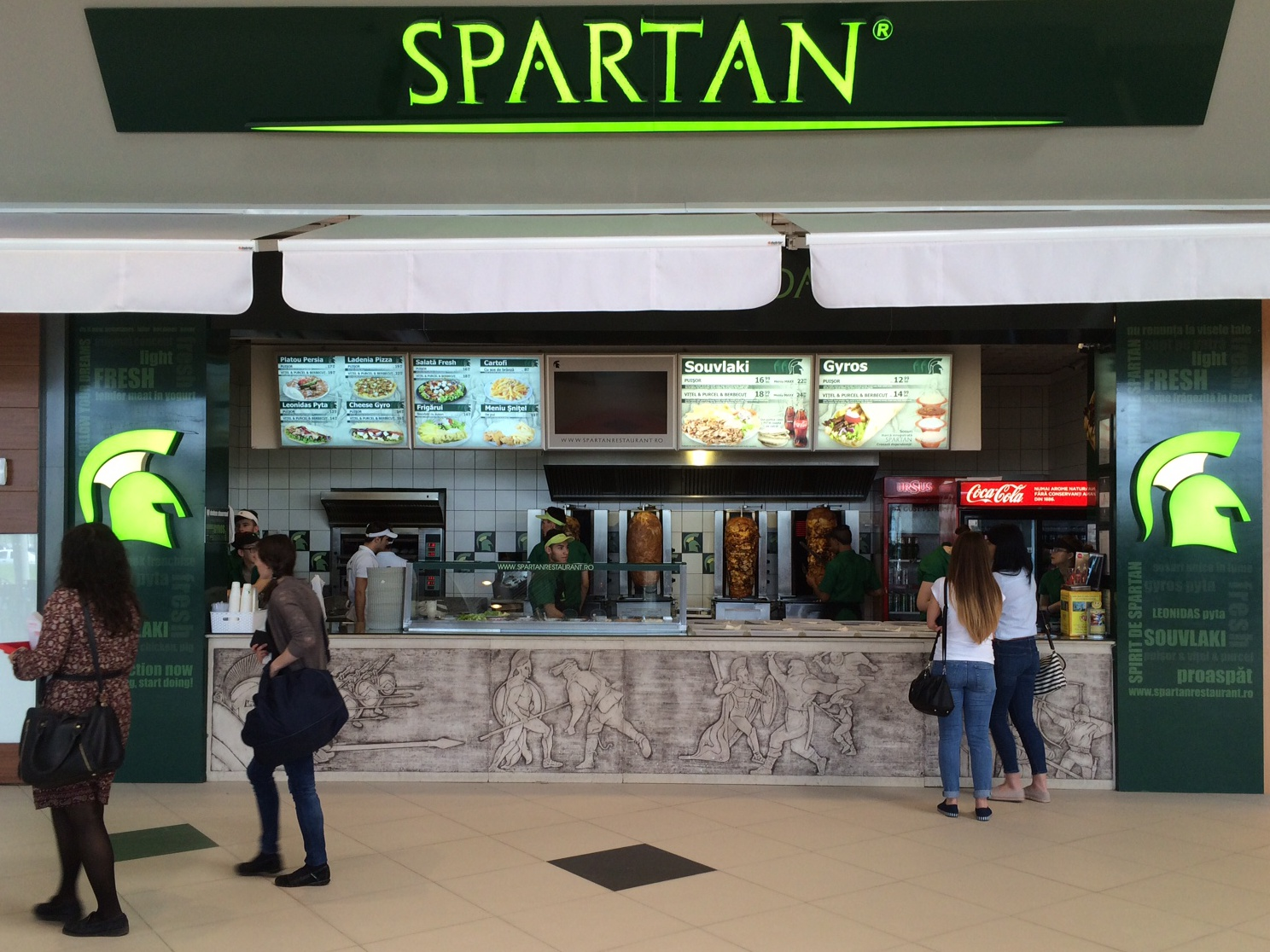
Restaurant Spartan dans le centre commercial Coresi, à Brașov.

Spartan Restaurant est l'une des plus grandes chaînes de restaurants de restauration rapide en Roumanie, vendant principalement des produits à base de viande tels que les gyros et les souvlaki. En juin 2016, Spartan Restaurant comptait 24 restaurants.
Les spécialités spartiates sont inspirées de la cuisine grecque, mais le mode de préparation est unique et le large éventail d'ingrédients conduit à une combinaison unique de goûts.
Le premier restaurant Spartan a été inauguré au centre commercial Iulius Mall Suceava en août 2012. Son succès a contribué à l'ouverture d'un nouveau restaurant dans le centre commercial Uvertura Botosani. Les restaurants de Timișoara, Bucarest, Cluj et des principales villes du pays furent ouverts en 2014.

## Menu
Le menu Spartan est composé de deux types de viande, le poulet et une combinaison de porc, de bœuf et de mouton. La plupart des produits contiennent des sauces préparées au restaurant, de la viande rôtie, des salades, des légumes et des frites. En dessert, la chaîne vend de la crème glacée, des plăcintă et des gâteaux.

## Sponsor
La chaîne de restaurants Spartan soutient le sport, notamment en finançant les équipes de football ACS Foresta Suceava et le FC UTA Arad.
Spartan Romania est aussi un grand sponsor du basket-ball en Roumanie.